# Pokój cieszyński

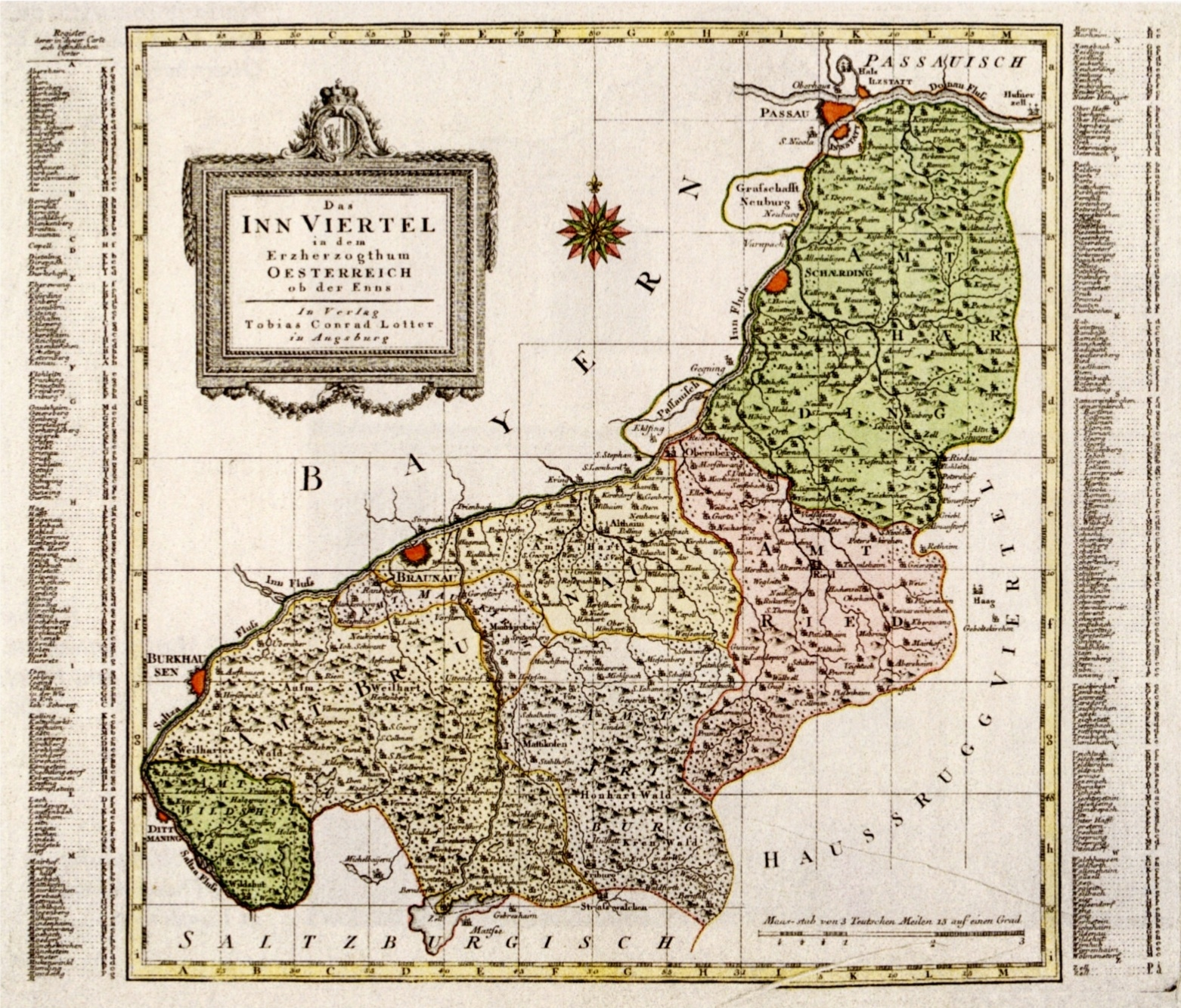
Mapa Innviertel, 1779

Pokój cieszyński (niem. Friede von Teschen, fr. Traité de Teschen) – układ pokojowy zawarty 13 maja 1779 roku w Cieszynie, kończący szereg wojen toczonych od roku 1740 przez króla pruskiego Fryderyka II i elektora bawarskiego Karola IV Teodora przeciwko monarchii habsburskiej (Wojna o sukcesję bawarską), na czele której stała cesarzowa Maria Teresa Habsburg i jej syn Józef II. W walkach brały udział, zarówno w sposób zbrojny, jak i polityczny, również inne kraje europejskie (Francja, Hiszpania, Rosja).
Pokój podpisano w sali Sejmu Ziemskiego w Cieszynie w dniu urodzin cesarzowej Marii Teresy. Na jego mocy:
- zatwierdzono układy dynastyczne domu bawarskiego z 1766, 1771 i 1774 roku,
- postanowiono zachować pokoje dotyczące wojen śląskich, podpisane we Wrocławiu, Berlinie, Dreźnie i w pałacu Hubertsburg w Wermsdorfie (pokój w Hubertusburgu),
- wszystkie lenna Rzeszy w Bawarii i Szwabii, które po śmierci elektora Maksymiliana III Józefa zostały zajęte przez Austrię i Prusy, miały zostać zwrócone Karolowi IV Teodorowi, z wyjątkiem
- 234 mil kwadratowych terytorium Bawarii, położonych między Dunajem, Innem oraz jego dopływem Salzachem, które wraz z zamieszkującymi je 80 tysiącami mieszkańców przypadły jako Innviertel Austrii.